# Ашваттха

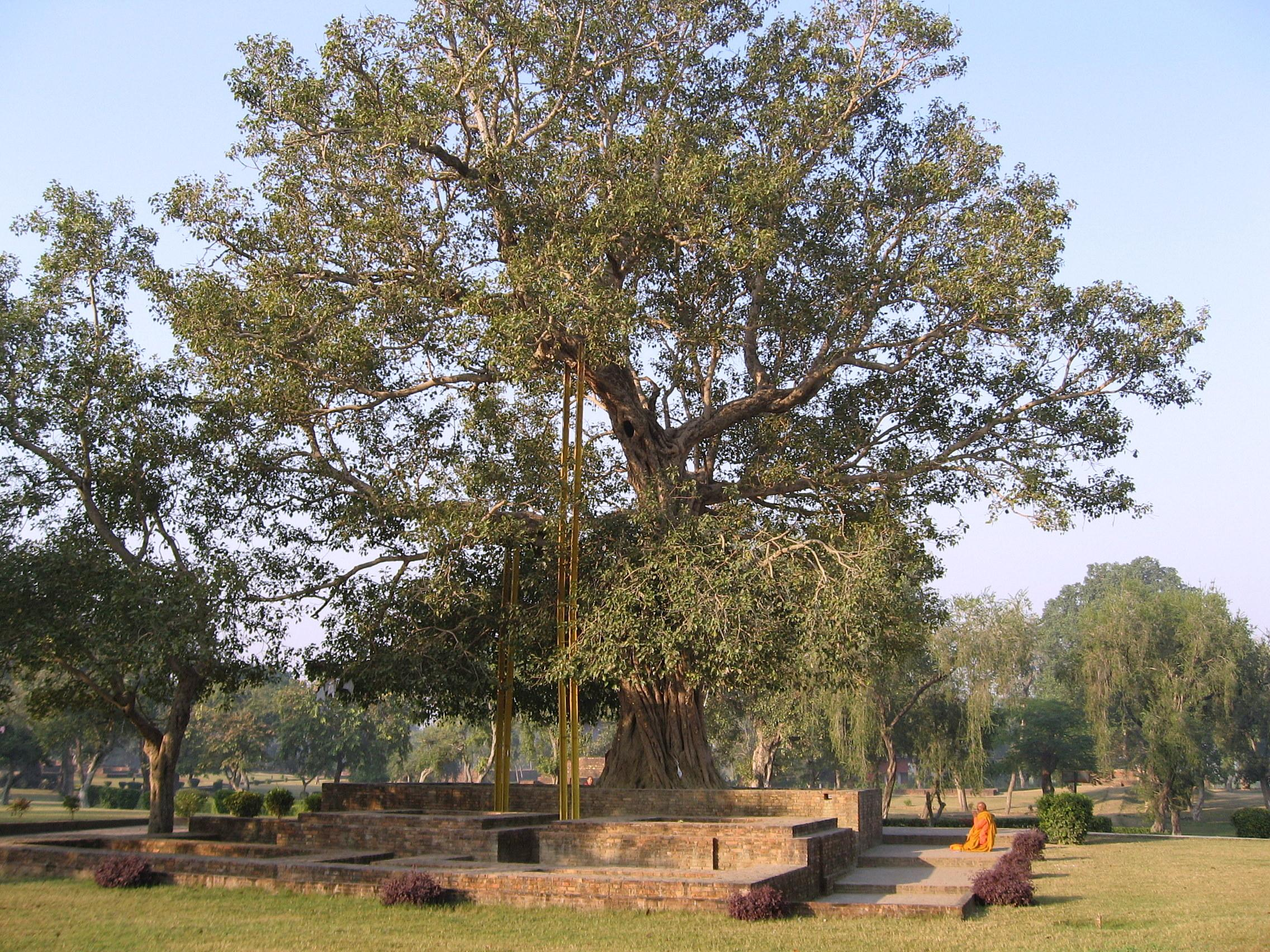

Ашваттха (санскр. अश्वत्थ, aśvattha, «кінська стоянка») — у ведійський і індуїстській міфології священне інжирне (фігове, фікусове) дерево. Часто виступає одним із варіантів світового дерева в Індії. Найдавніші відомі літературні згадки містяться в «Рігведі» (1700—1100 р. до.н. е.; I 135, 8; X 97, 5). Також зустрічається в брахманах, упанішадах і епосі «Магабгарата». У багатьох випадках, коли дається опис світового дерева, йдеться саме про Ашваттху.
У перекладі слово «ашваттха» буквально означає «кінська стоянка» за ототожнення в давньоіндійській міфології коня з вогнем. Тертям брусків деревини інжиру добувався священний вогонь.
В упанішадах Ашваттха описується перевернутим світовим деревом, корені якого закріплені в небі, а на гілках розміщені різні площини буття. В «Магабгараті» це дерево, яке буквальне використовувалося для отримання трьох священних видів вогню: для домашніх обрядів, для жертвопринесень і для лібації (безкровної жертви). Також воно згадувалося як засіб від безпліддя. Жінка мала обійняти ашваттху, а її чоловік — дерево удумбара. У буддизмі Будда Ґаутама отримав просвітлення, сидячи під інжирним деревом.